# Station Overpelt-Werkplaatsen
Station Overpelt-Werkplaatsen is een voormalig spoorwegstation langs spoorlijn 19 in de voormalige gemeente Overpelt.
Het station werd geopend als een spoorweghalte in 1900. Het beheer gebeurde vanuit het station Lommel. Het stationsgebouw was van het type 1893 L6 en werd in 1904 gebouwd. In 1974 werd het gebouw afgebroken.